# Funkentelechy Vs. the Placebo Syndrome
Funkentelechy Vs. the Placebo Syndrome è un album dei Parliament pubblicato nel 1977.

## Il disco
Funkentelechy Vs. the Placebo Syndrome è un concept album che critica il consumismo e la "sindrome da placebo", ovvero la disco music, che si è diffusa in tutta la galassia a causa del malvagio e fittizio Sir Nose D' Voidoffunk. L'album contiene il singolo Flash Light, giunto al numero 1 delle classifiche R&B e caratterizzato dalla presenza di un sintetizzatore minimoog suonato da Bernie Worrell. Nella canzone Sir Nose d'Voidoffunk (Pay Attention - B3M), il cui testo allude al consumo di droghe, si possono sentire delle filastrocche (Baa, Baa, Black Sheep e Three Blind Mice).
La versione originale in vinile di Funkentelechy Vs. the Placebo Syndrome conteneva un poster raffigurante il personaggio di Sir Nose D'Voidoffunk e un fumetto di 8 pagine che spiega il concetto che sta dietro l'LP. Sia il poster che il fumetto vennero illustrati da Overton Loyd.

## Accoglienza
| Recensione              | Giudizio |
| ----------------------- | -------- |
| Dizionario del pop-rock |          |
| Piero Scaruffi          |          |
| AllMusic                |          |

Parliament Funkentelechy Vs. the Placebo Syndrome divenne il secondo album di platino dei Parliament e fu uno dei dischi più venduti dell'anno.

## Formazione
- Cordell Mosson
- Garry Shider
- Glen Goins
- Bootsy Collins
- Jerome Brailey
- Jim Vitti
- Michael Hampton
- Clay Lawrey
- Danny Cortez
- Darryl Dixon
- Fred Wesley
- Maceo Parker
- Richard Griffith
- Rick Gardner
- Valerie Drayton
- Bernie Worrell
- Allen Zentz
- Dawn Silva
- Debbie Wright
- George Clinton
- Jeanette Washington
- Lynn Mabry
- Ray Davis

## Tracce
1. Bop Gun (Endangered Species) – 8:31
2. Sir Nose d'Voidoffunk (Pay Attention – B3M) – 10:04
3. Wizard of Finance – 4:23
4. Funkentelechy – 10:56
5. Placebo Syndrome – 4:20
6. Flash Light – 5:46